# Tizian
 Tiziano Vecelli  ili Tiziano Vecellio (Pieve di Cadore, kraj Belluna (Veneto), 1490. - Venecija, 27. kolovoza, 1576.), bio je vođa škole venecijanske renesanse u 16. stoljeću. Tizian je bio jedan od najsvestranijih slikara, podjednako vješt u portretima kao i u pejzažima (dva motiva koja su ga proslavila), mitološkim i vjerskim temama. Najvažniji je i najutjecajniji umjetnik na prijelazu iz renesanse u barok.

## Životopis
Ne zna se točan datum njegova rođenja iako je on sam tvrdio, u svom pismu španjolskom kralju Filipu II. da je to bilo 1477., no to nije potvrđeno. Bio je najstariji od četvero braće, sinova Gregorija Vecellija, priznatog savjetnika i vojnika, i majke Lucije. Otac mu je bio zapovjednik dvorca Pieve di Cadore u službi Mletačke Republike. U dobi od deset godina poslali su ga stricu u Veneciju da se obuči za slikara. Osrednji slikar Sebastian Zuccato smjestio ga je u radionicu staroga Bellinija, odakle se premjestio u radionicu njegova sina Giovannija. S njim su naukovali: Giovanni Palma da Serinalta, Lorenzo Lotto, Sebastiano del Piombo, i Giorgio da Castelfranco, bolje znan kao Giorgione.
Tizian se pridružuje Giorgioneu kao asistent, ali mnogi suvremenici smatraju da je njegov rad upečatljiviji, što je dovelo do svojevrsnog rivalstva između njih dvojice. Njegovo najranije poznato djelo Ecce Homo u školi sv. Roka dugo se smatralo Giorgioneovim djelom. Ista stvar se događa s više slika s temom svetih razgovora (sacra conversazione).
Godine 1512. Tizian se iz Padove vraća u Veneciju gdje 1513. stječe majstorski naslov La Sanseria (ili Senseria) koji se davao samo slavnim umjetnicima. Iste godine postaje upravitelj dovršenja nedovršenih slika Giovannija Bellinija u velikoj vijećnici duždeve palače i otvara atelje na Canalu Grande. Njegovo imenovanje mu je donosilo 20 dukata i imao je izvjesne porezne olakšice sve dok je slikao portrete svih duždeva koji su uslijedili po unaprijed utvrđenoj cijeni od 8 dukata po slici (uradio je pet takvih portreta za svog života).
Giorgione je preminuo 1510., a ostarjeli Bellini 1516., ostavljajući Tiziana kao vodećeg i neprikosnovenog slikara venecijanske škole. Dobivši naslov državnog slikara Mletačke Republike, šezdeset godina je uživao taj status.
Godine 1525., nakon neurednog života, oženio je Ceciliju i ozakonio svoju djecu s njom (poznati su Pomponio i Orazio). Nakon smrti svoje žene u kolovozu 1530. se seli u Bin Grande (otmjeno predgrađe) i dovodi svoju sestru Orsu da se brine za domaćinstvo.
Nakon što je 1532. naslikao Karla V. u Bologni, proglašen je grofom i vitezom zlatne mamuze. Na njegovu veliku čast, i njegova djeca su proglašena plemićima.
Nezadovoljna njegovim angažmanom izvan Venecije, mletačka vlada je otpustila Tiziana 1538., da bi ga ponovno angažirali da naslika bitku Cadore, koja je nestala u požaru 1577. g. kada su izgorile sve slike u duždevoj palači. U to vrijeme smatran je ravan Rafaelu, Michelangelu, a kasnije i Rubensu. God. 1540. primio je mirovinu D'Avalosa, markiza del Vasta, i godišnju plaću od 200 kruna (koja je uskoro udvostručena) od Karla V. koje je štedio u Milanskoj blagajni.
Tizian je bio dovoljno bogat da skrbi za grad Cadore, gdje je bio darežljiv i utjecajan, ali i da kupi vilu na susjednom brdu Manza, s kojega je promatrao pejzaž za svoje slike.
Posljednjih dvadeset pet godina svog života (1550. – 1576.) radio je za Filipa II. i postao opsjednut portretist (samokritičan, neke slike nikada nisu ugledale svjetlo dana iako im se desetljećima vraćao i dorađivao ih). U to vrijeme dovršavao je mnoga djela svojih učenika, te tako zakomplicirao autorizaciju slika koje su više puta kopirane još za njegova života.
Primao je narudžbe sve do svoje smrti. Za svoje počivalište odabrao je kapelu Raspela u franjevačkoj crkvi Santa Maria Gloriosa dei Frari u kojoj je besplatno radio svoje posljednje djelo - Oplakivanje Krista, danas u Gallerie dell'Accademia u Veneciji, na kojoj je naslikao sebe i svog sina Orazia ispred Krista, ali nije ju dovršio (dovršio je njegov učenik Palma Mlađi.
Bio je veoma slavan i star kada je bubonska kuga poharala Veneciju i odnijela i njegov život. Preminuo je 27. kolovoza 1576. Bio je jedina žrtva kuge koja je dobila crkveni pogreb na mjestu koje je sam odabrao, te leži blizu svoje slike - Madonna di Ca' Pesaro. Neposredno nakon njegove smrti preminuo je i njegov sin, i slikarski asistent, Orazio, od iste epidemije. Njegove bogate vile opljačkane su za vrijeme pošasti. U 19. st. Austrijski vladari Venecijom naručili su veliki nadgrobni spomenik koji je napravio slavni kipar Antonio Canova.

## Djela
Neki kritičari su tvrdili kako njegova rana djela i njegova kasna djela ne mogu nikako biti djelo istog čovjeka. Ono što ujedinjuje obje krajnosti je njegov interes za boju, a potez kista i suptilna višebojnost modulacije nema presedana u povijesti Zapadne umjetnosti.
Od 1507. – 1508. Giorgione je radio freske u obnovljenoj Fondaco dei Tedeschi. Tizian i Morto da Feltre su mu pomagali, i neki fragmenti su i danas vidljivi kao Tizianov rad. Njegov talent u slikanju fresaka se pokazao i 1511. u karmelićanskoj crkvi u Padovi i u Scuola del Santo, od kojih su očuvane Sastanak kod zlatnih vrata i scene iz života sv. Antuna Padovanskog - Ubojstvo mladenke, Dijete svjedoči u korist majke i Sv. Antun mladiću liječi odsječenu nogu.
U vrijeme svoje slikarske zrelosti (1516. – 1530.) oslobodio se tradicija i upustio se u zahtjevnije teme i po prvi puta pokušao uspostaviti jedan čvrst, monumentalan stil. Godine 1518. naslikao je oltarnu palu u venecijanskoj franjevačkoj crkvi Santa Maria Gloriosa dei Frari poznatu pod nazivom Madona Pesaro koje je još uvijek na istom mjestu. Ovo je njegovo najstudioznije djelo na kojemu je preciznom planiranju suprotstavljen slobodni stil i originalnost. Ovdje se tradicionalni prikaz donatora i svetaca stavlja u službu dubokog prostora različitih planova i stupnjeva arhitektonskog okvira.
Umjetnik je vješto istovremeno slikao više malih Madonna koje se veličaju zbog prekrasnih pejzaža u stilu genre slika i poetskih pastorala. Djeva sa zecom u Louvreu se smatra vrhuncem ovakvog slikarstva. Iz istog vremena je njegovo Polaganje u grob, također u Louvreu, ali i velike mitološke scene u studiolu Alfonsa d'Este u Ferrari kao što su slavne Bakanalije u muzeju Prado i Bakho i Arijadna u Londonu. To su možda ponajbolja djela “novo-poganske kulture” ili tzv. "Aleksandrizma" renesanse; toliko puta kopirani od Rubensa.
U sljedećem periodu (1530. – 1550.), Tizian se posvetio više dramatičnom stilu koji se nažalost ne može vidjeti jer su slike u duždevoj palači uništene u 1577. g., ali njihov stil je očuvan u Prikazanju Blažene Djevice u hramu (Venecija, 1539.), jednom od njegovih najpopularnijih platana, i na Ecce homo (Beč, 1541.), njegovom najživotnijem i najosjećajnijem remek-djelu.
Nakon posjeta Rimu, započeo je seriju slika ležećih Venera (Venera od Urbina i Venera i Ljubav u galeriji Uffizi, te Venera i svirač orgulja u Madridu). U njima je otkrio očaranost drevnim skulpturama koje je još Giorgione imao za inspiraciju, ali Tizianove su imale novu dubinu i smisao scene.
U kasnim portretima pokazao je nevjerojatnu vještinu prijenosa karaktera osobe na njihovoj fizionomiji (La Bella - Eleanora od Gonzaga, vojvotkinja Urbina u palači Pitti; ili portret Pavla III. od Napulja; ili serija portreta Karla V.).
Svakom novom slikom usavršavao je svoj novi stil koji je ekspresijom tajanstvenog, poeziji herojske snage najočitiji na slikama: Krunidba trnovom krunom (Louvre), Hodočasnici iz Emausa,  Dužd Grimani obožava Sudbu (Venecija, Duždeva palača), Sveto trojstvo u Madridu, i mitološki: Danaja iz Napulja, Antiopa iz Louvrea, te Otmica Europe (Boston, Gardner kolekcija). Okušao se i u noćnom chiaroscuro slikanju (Mučeništvo sv. Lovre u Veneciji i Sv. Jeronim u Louvreu), i naslikao je više realističnih portreta Filipa II. i svoje kćeri Lavinije.

### Grafike
Tizian se nije nikada mislio baviti grafikom, ali mu je to bilo jedno od bitnih sredstava za jačanje ugleda. U razdoblju od 1517. do 1520. izradio je brojne drvoreze, uključujući slavne Prijelaz preko Crvenog Mora, a u suradnji s Campagnolom napravio je brojne grafike po uzoru na svoje slike. Napravio je i mnoge crteže za grafičara Cornelius Corta iz Nizozemske koji ih je pretvorio u sjajne bakroreze.

### Značajnija djela:
- Noli me tangere, 1512., ulje na platnu, 109 × 91 cm, Nacionalna galerija, London.
- Profana i tjelesna ljubav, 1515., ulje na platnu, 118 × 279 cm, Galerija Borghese, Rim.
- Bakanalije, 1518., ulje na platnu, 175 × 193 cm, Muzej Prado, Madrid.
- Portret mladića s rukavicama, 1523., ulje na platnu, 100 × 89 cm, Louvre, Pariz.
- Venera od Urbina, 1538., ulje na platnu, 119 × 165 cm, Galerija Uffizi, Firenca.
- Marija Magdalena - Ulje na platnu, 85 x 68 cm, Palača Pitti (Firenca).
- Portret dužda Andrea Grittia, 1540., ulje na platnu, 133 × 103,2 cm, Nacionalna galerija, Lonodon.
- Saloma, ulje na platnu, 87 x 80 cm, Muzej Prado, Madrid.
- Polaganje u grob, ulje na platnu, 137 x 175 cm, Muzej Prado, Madrid.
- Venera i Adonis, ulje na platnu, 186 x 207 cm, Muzej Prado, Madrid.
- Portret žene (La schiavona), ulje na platnu, 117 x 97 cm, Nacionalna galerija, London.
- Car Karlo V., ulje na platnu, 205 x 122 cm, Alte Pinakothek, München.
- Portret Alfonsa d'Avalosa s pažem, ulje na platnu, 110 x 70 cm, Muzej J. Paul Getty, Los Angeles.
- Portret Pavla III. s kardinalom Alessandrom Farnese i vojvodom Ottaviom Farnese, 1546., ulje na platnu, 210 × 176 cm, Napulj.
- Venera i svirač orgulja, 1550., ulje na platnu, 136 × 220 cm, Muzej Prado, Madrid.
- Portret pape Pavla III., ulje na platnu, Galerija Farnese, Rim.
- Alegorija vremena, 1565.-70., ulje na platnu, Nacionalna galerija, London.
- Krunidba trnjem, 1570., ulje na platnu, 280 × 182 cm, Muzej Louvre (Pariz).